# Martin-Behaim-Denkmal

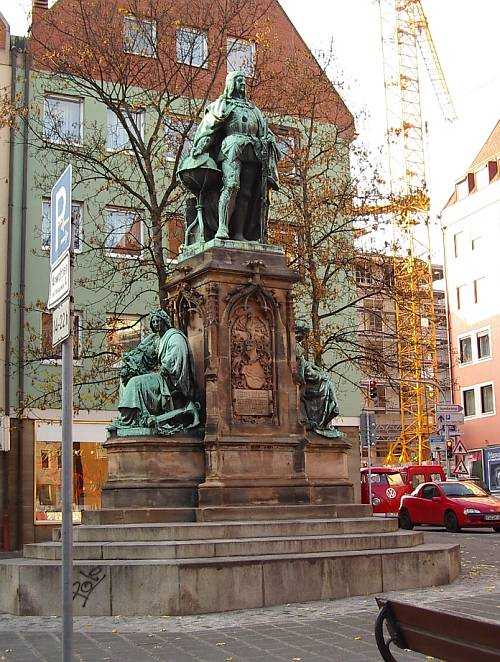
Martin-Behaim-Denkmal in Nürnberg

Das Martin-Behaim-Denkmal steht in Nürnberg auf dem Theresienplatz und erinnert an Martin Behaim, den Erschaffer des ältesten noch erhaltenen Globusses. 
Christoph Lenz goss die Figuren für das Denkmal nach einem Entwurf des Bildhauers Johann Wolfgang Rößner. Die Enthüllung fand am 17. September 1890 statt.
Die auf einem Sockel stehende, überlebensgroße Bronzefigur berührt mit der rechten Hand den Erdapfel Martin Behaims. Die beiden etwas tiefer rechts und links sitzenden Frauenfiguren aus Bronze symbolisieren Handel und Wissenschaft, also die beiden Tätigkeitsbereiche Behaims.

## Weitere Abbildungen

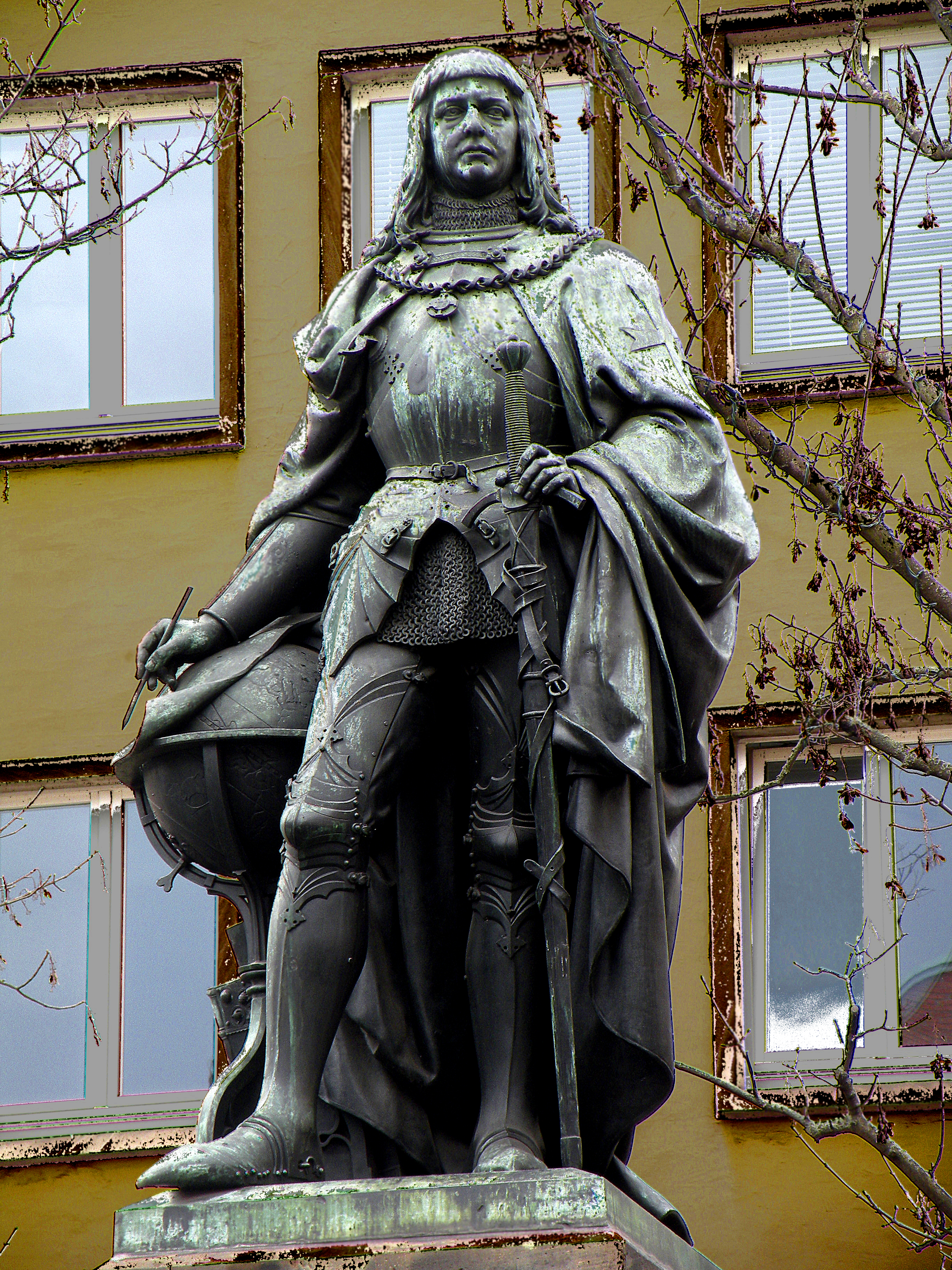
Martin-Behaim-Denkmal, Detail
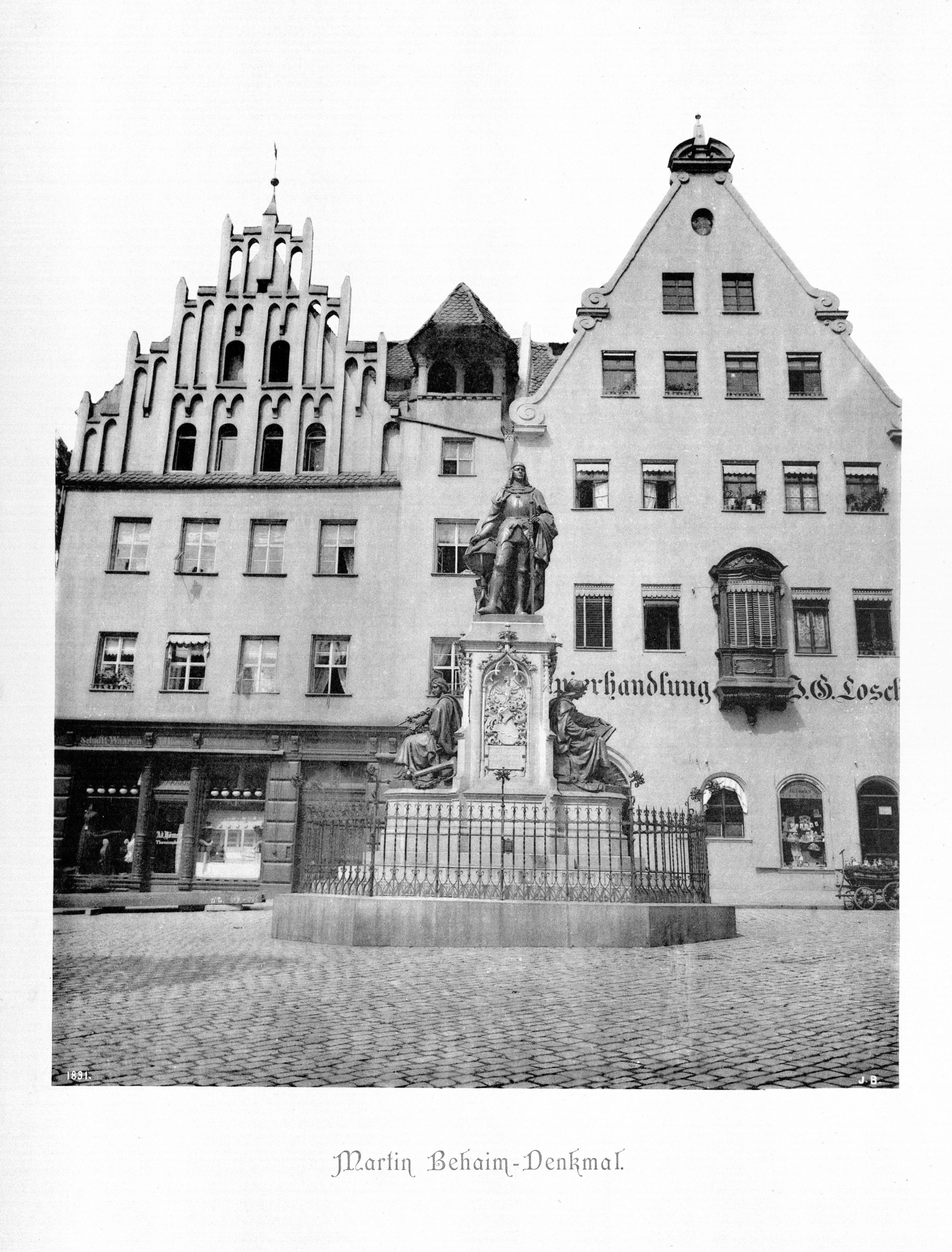
Das Martin-Behaim-Denkmal, 1891